# Mistrovství světa ve veslování 1999

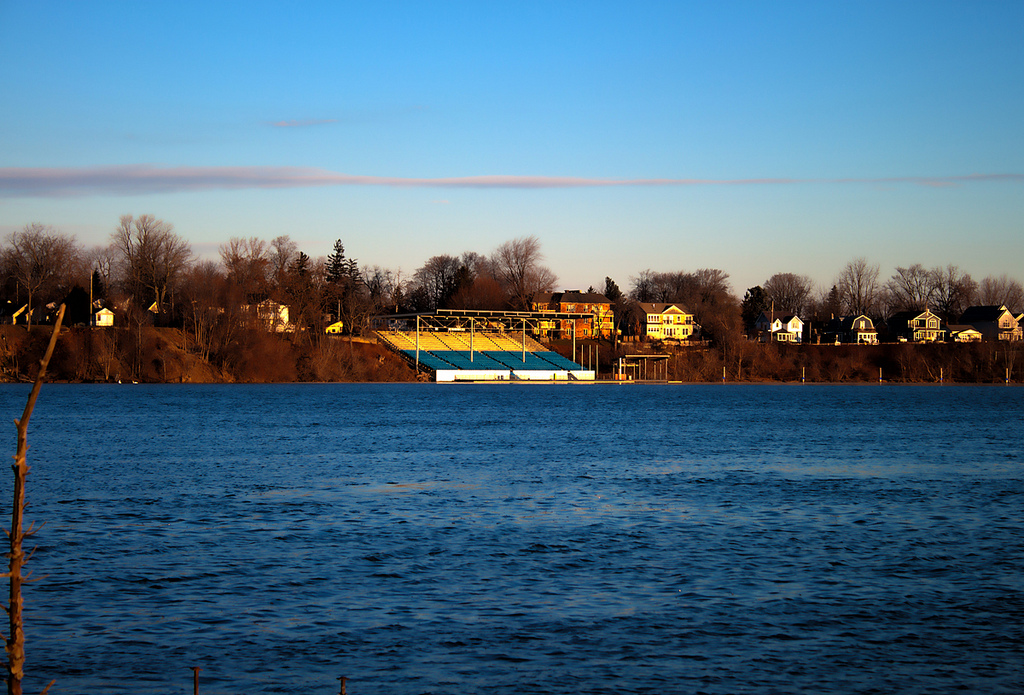
Royal Canadian Henley Rowing Course, dějiště šampionátu – tribuna

Mistrovství světa ve veslování 1999 byl v pořadí 28. šampionát, konaný mezi 22. a 29. srpnem 1999 v kanadském St. Catharines (veslařský areál Royal Canadian Henley Rowing Course).
Každoroční veslařská regata, trvající jeden týden je organizována Mezinárodní veslařskou federací (International Rowing Federation; FISA) obvykle na konci léta severní polokoule. V neolympijských letech představuje mistrovství světa vyvrcholení mezinárodního veslařského kalendáře a v roce, jenž předchází  olympijským hrám, představuje jejich hlavní kvalifikační událost. V olympijských letech pak program mistrovství zahrnuje pouze neolympijské disciplíny.

## Medailové pořadí
| Pořadí | Země               | Zlato | Stříbro | Bronz | Celkem |
| ------ | ------------------ | ----- | ------- | ----- | ------ |
| 1      | USA                | 6     | 3       | 1     | 10     |
| 2      | Německo            | 3     | 7       | 1     | 11     |
| 3      | Itálie             | 3     | 0       | 2     | 5      |
| 4      | Rumunsko           | 2     | 0       | 1     | 3      |
| 5      | Bělorusko          | 2     | 0       | 0     | 2      |
| 5      | Dánsko             | 2     | 0       | 0     | 2      |
| 7      | Austrálie          | 1     | 3       | 3     | 7      |
| 8      | Spojené království | 1     | 4       | 0     | 5      |
| 9      | Švýcarsko          | 1     | 1       | 0     | 2      |
| 10     | Kanada             | 1     | 0       | 3     | 4      |
| 11     | Nový Zéland        | 1     | 0       | 0     | 1      |
| 11     | Slovinsko          | 1     | 0       | 0     | 1      |
| 13     | Ukrajina           | 0     | 2       | 0     | 2      |
| 14     | Francie            | 0     | 1       | 1     | 2      |
| 15     | Chile              | 0     | 1       | 0     | 1      |
| 15     | Čína               | 0     | 1       | 0     | 1      |
| 15     | Česko              | 0     | 1       | 0     | 1      |
| 18     | Irsko              | 0     | 0       | 2     | 2      |
| 18     | Rusko              | 0     | 0       | 2     | 2      |
| 18     | Argentina          | 0     | 0       | 2     | 2      |
| 21     | Bulharsko          | 0     | 0       | 1     | 1      |
| 21     | Chorvatsko         | 0     | 0       | 1     | 1      |
| 21     | Maďarsko           | 0     | 0       | 1     | 1      |
| 21     | Nizozemsko         | 0     | 0       | 1     | 1      |
| 21     | Norsko             | 0     | 0       | 1     | 1      |
| 21     | Zimbabwe           | 0     | 0       | 1     | 1      |
| Celkem | Celkem             | 24    | 24      | 24    | 72     |

## Přehled medailí

### Mužské disciplíny
| Disciplína                      | Zlato | Čas     | Stříbro | Čas     | Bronz | Čas         |
| Skif M1x                        | Nový Zéland Rob Waddell | 6:36,68 | Švýcarsko Xeno Müller | 6:40,96 | Kanada Derek Porter | 6:43,99     |
| Dvojskif M2x                    | Slovinsko Iztok Čop Luka Špik | 6:04,37 | Německo Sebastian Mayer Stefan Roehnert | 6:06,15 | Norsko Fredrik Bekken Olaf Tufte | 6:06,20     |
| Párová čtyřka M4x               | Německo Marco Geisler Andreas Hajek Stephan Volkert André Willms                                                                                          | 6:24,37 | Ukrajina Oleh Lykov Oleksandr Marčenko Leonid Šapošnikov Oleksandr Zaskalko                                                                     | 6:27,39 | Austrálie Jason Day Duncan Free Peter Hardcastle Stuart Reside | 6:28,20     |
| Dvojka s kormidelníkem M2+      | USA James Neil Philip Henry Nicholas Anderson (k) | 6:48,56 | Německo Joerg Diessner Enrico Schnabel Felix Erdmann (k)                                                                                        | 6:48,81 | Argentina Damian Ordas Walter Balunek Patricio Mouche (k) | 6:56,07     |
| Dvojka bez kormidelníka M2-     | Austrálie Drew Ginn James Tomkins | 6:19,00 | Francie Michel Andrieux Jean-Christophe Rolland                                                                                                 | 6:22,21 | Chorvatsko Oliver Martinov Ninoslav Saraga | 6:24,86     |
| Čtyřka s kormidelníkem M4+      | USA Thomas Murray Daniel Protz Garrett Klugh Jacob Wetzel Sean Mulligan (k)                                                                               | 6:38,31 | Spojené království Rick Dunn Jonny Searle Jonny Singfield Graham Smith Alistair Potts (k)                                                       | 6:40,18 | Rumunsko Ovidiu Cornea Vasile Mastacan Valentin Robu Nicolaie Taga Dumitru Răducanu (k)                                                                                               | 6:41,89     |
| Čtyřka bez kormidelníka M4-     | Spojené království James Cracknell Steve Redgrave Ed Coode Matthew Pinsent                                                                                | 5:48,57 | Austrálie Ben Dodwell Bo Hanson Geoff Stewart James Stewart                                                                                     | 5:50,11 | Itálie Lorenzo Carboncini Riccardo Dei Rossi Valter Molea Carlo Mornati | 5:51,41     |
| Osma M8+                        | USA Bryan Volpenhein Robert Kaehler Peter Collins Thomas Welsh Michael Wherley Jeffrey Klepacki Garrett Miller Christian Ahrens Peter Cipollone (k)       | 6:01,58 | Spojené království Bob Thatcher Ben Hunt-Davis Fred Scarlett Louis Attrill Luka Grubor Kieran West Tim Foster Steve Trapmore Rowley Douglas (k) | 6:03,27 | Rusko Sergej Matvějev Alexandr Litvinčev Dmitrij Kovalev Vladimir Voloděnkov Andrej Gluchov Dmitrij Aksjonov Nikolaj Aksjonov Pavel Melnikov Dmitrij Rozinkevič Alexandr Lukjanov (k) | 6:04,64     |
| Skif LV LM1x                    | Dánsko Karsten Nielsen | 6:47,97 | Česko Michal Vabroušek | 6:51,14 | Maďarsko Gergely Kokas | 6:53,14     |
| Dvojskif LV LM2x                | Itálie Michelangelo Crispi Leonardo Pettinari | 7:12,46 | Austrálie Bruce Hick Hamish Karrasch | 7:15,95 | Německo Ingo Euler Bernhard Ruehling | 7:18,80     |
| Párová čtyřka LV LM4x           | Itálie Simone Forlani , Daniele Gilardoni Franco Sancassini Mauro Baccelli                                                                                | 6:27,71 | Německo Manuel Brehmer Franz Mayer Dennis Niemeyer Thorsten Schmidt                                                                             | 6:32,41 | Irsko Neal Byrne James Lindsay-Fynn Noel Monahan Gearoid Towey | 6:32,81     |
| Dvojka bez kormidelníka LV LM2- | Itálie Stefano Basalini Paolo Pittino | 7:28,35 | Chile Miguel Cerda Silva Christian Yantani Garces                                                                                               | 7:29,05 | Irsko Neville Maxwell Tony O'Connor | 7:29,18     |
| Čtyřka bez kormidelníka LV LM4- | Dánsko Eskild Ebbesen Thomas Ebert Victor Feddersen Thomas Poulsen                                                                                        | 6:45,63 | Austrálie Darren Balmforth Simon Burgess Anthona Edwards Bob Richards                                                                           | 6:47,15 | Francie Jean-David Bernard Xavier Dorfman Yves Hocdé Laurent Porchier | 6:47,35     |
| Osma LV LM8+                    | USA William Plifka Christopher Chris Kerber John Cashman Eric Den Besten Kevin Cotter Gregory Ruckman Nicholas Tripician Sean Kammann Alexey Salamini (k) | 5:34,43 | Spojené království Phil Baker Gary Davies Aiden Tucker Mike Louzado James McGarva Ned Kittoe Nick Strange Ben Webb Christian Cormack (k)        | 5:36,08 | Itálie Lorenzo Bertini Filippo Dodero Stefano Fraquelli Carlo Grande Andrea Lupini Salvatore Messina Marco Paniccia Bruno Pasqualini Antonia Cirillo                                  | 5:36,93 (k) |

### Ženské disciplíny
| Disciplína                      | Zlato | Čas     | Stříbro | Čas     | Bronz | Čas     |
| Skif W1x                        | Bělorusko Jekatěrina Karstenová | 7:11,68 | Německo Katrin Rutschowová | 7:14,70 | Bulharsko Rumjana Nejkovová | 7:17,02 |
| Dvojskif W2x                    | Německo Kathrin Boronová Jana Thiemeová | 6:41,98 | Čína Lin Liu Xiuyun Zhang | 6:45,99 | Nizozemsko Pieta van Dishoecková Eeke van Nesová | 6:46,18 |
| Párová čtyřka W4x               | Německo Maren Derlienová Meike Eversová Kerstin Kowalski Manuela Lutzeová | 7:06,53 | Ukrajina Jana Kramarenko Svitlana Mazij Tatyana Osutuzhanina Olena Morozova-Ronzhina                                                                                      | 7:09,98 | Rusko Oxana Dorodnovová Julia Levinová Larisa Merková Olga Samulenková | 7:11,64 |
| Dvojka bez kormidelnice W2-     | Kanada Theresa Luke Emma Robinsonová | 7:00,85 | Německo Elke Hiplerová Kathleen Naseová | 7:02,77 | Austrálie Kate Slatterová Rachael Taylorová | 7:03,83 |
| Čtyřka bez kormidelnice W4-     | Bělorusko Yuliya Bichyk Elena Mikulitch Olga Tratsevskaya Marina Znak | 6:26,25 | Německo Sandra Goldbachová Marita Scholzová Mira Van Daelenová Sonja Van Daelenová                                                                                        | 6:28,29 | USA Sara Fieldová Tristine Glicková Wendy Wilburová Maite Urtasunová | 6:31,15 |
| Osma W8+                        | Rumunsko Georgeta Damianová Magdalena Dumitrache Doina Ignatová Ioana Olteanu Marioara Popescu Doina Spircu-Craciun Viorica Susanuová Aurica Bărăscu Elena Georgescu-Nedelcová (k) | 6:47,66 | USA Torrey Folková Amy Fullerová Sarah Jonesová Katherine Maloney Amy Marie Martinová Elisabeth McCaggová Linda Millerová Monica Tranelová-Michiniová Rajanya Shahová (k) | 6:48,81 | Kanada Buffy-Lynne Williamsová Laryssa Biesenthalová Alison Kornová Theresa Luke Heather McDermidová Emma Robinsonová Dorota Urbaniaková Kubet Westonová Lesley Thompsonová-Willieová (k) | 6:53,19 |
| Skif LV LW1x                    | Švýcarsko Pia Vogelová | 7:33,80 | USA Lisa Schlenkerová | 7:34,99 | Argentina Maria Garisoainová | 7:35,81 |
| Dvojskif LV LW2x                | Rumunsko Constanţa Burcică Camelia Macoviciucová | 8:12,67 | USA Christine Smithová-Collinsová Sarah Garnerová | 8:16,30 | Austrálie Virginia Lee Sally Newmarchová | 8:19,88 |
| Párová čtyřka LV LW4x           | USA Molly Brocková Mary Angie Cumminsová Sara Den Bestenová Sherri Kiklasová | 7:17,82 | Německo Angelika Brandová Maja Tarmstadtová Anna Kleinzová Christine Morawitzová                                                                                          | 7:20,19 | Kanada Nathalie Benzingová Tracy Duncanová Katrina Scottová Renata Trocová | 7:33,57 |
| Dvojka bez kormidelnice LV LW2- | USA Linda Muri Rachel Andersonová | 8:31,11 | Spojené království Jane Hallová Milindi Myersová | 8:31,72 | Zimbabwe Nicola Daviesová Jill Lancasterová | 9:00,98 |